# Belié Belcán

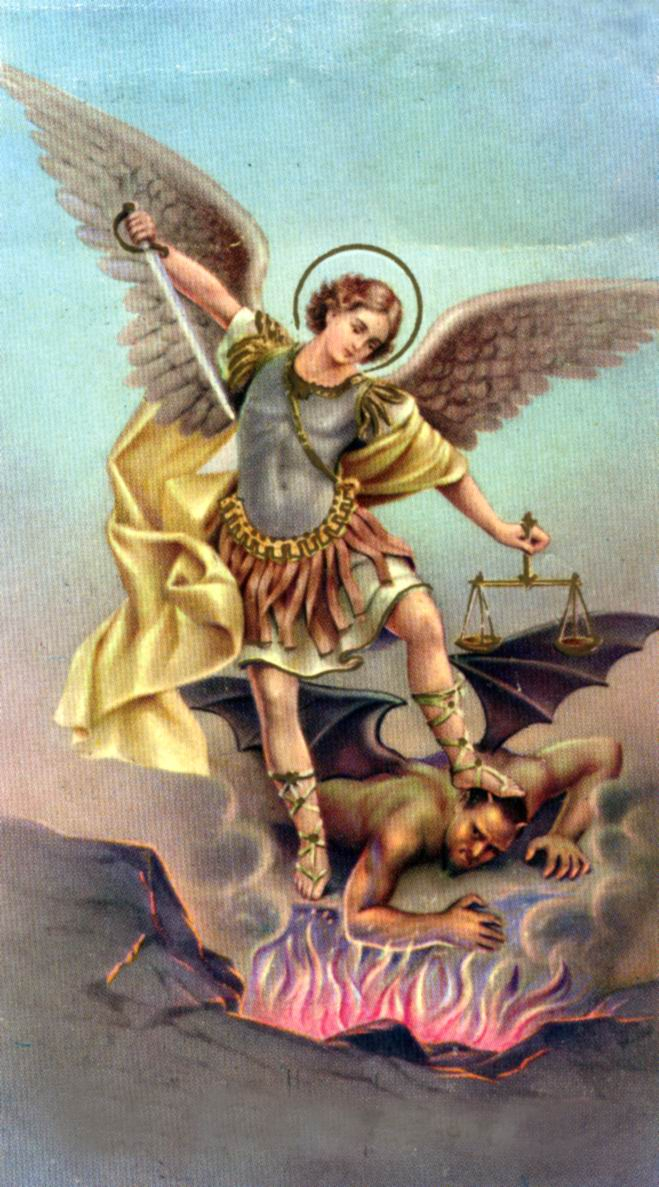
San Miguel Arcángel. Para los seguidores del Vudú dominicano, este santo cristiano se identifica con Belié Belcán.

Belié Belcán es un loa muy popular dentro de las 21 divisiones (Vudú dominicano).
Se le considera el santo patrón de la justicia, que defiende a las personas contra el mal y los enemigos dentro de las 21 divisiones. Sus devotos lo consideran muy educado, comprensivo y protector. En el catolicismo romano, está sincretizado con San Miguel Arcángel. Se dice que trabaja muy bien con Anaisa Pye, una loa femenina sincretizada con Santa Ana. Por lo tanto, en los hogares dominicanos, a menudo se encuentran imágenes de San Miguel junto a imágenes de Santa Ana.